# Spherillo russoi
Spherillo russoi is een pissebed uit de familie Armadillidae. De wetenschappelijke naam van de soort is voor het eerst geldig gepubliceerd in 1927 door Alceste Arcangeli.